# マーク・T・ヴァンデハイ

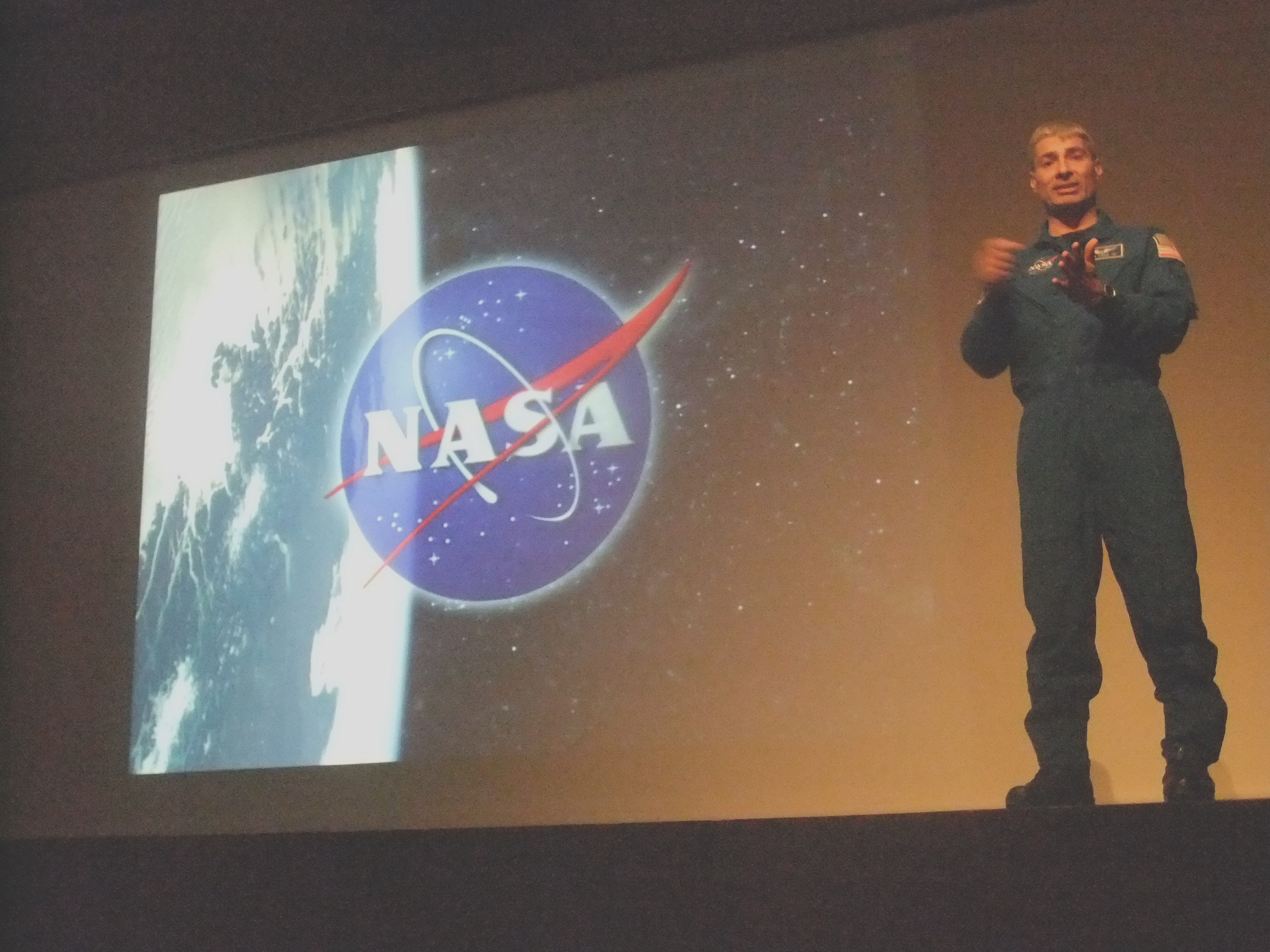
セント・ジョンズ大学セント・ベネディクト校で講演するバンデハイ（2012年）

マーク・トーマス・ヴァンデハイ（Mark Thomas Vande Hei、1966年11月10日-）はアメリカ陸軍の退役将校にして現在はNASAの宇宙飛行士であり、国際宇宙ステーションでの第53次、54次、64次、65次および第66次長期滞在ではフライトエンジニアを務めた。

## 生い立ちと教育
バンデハイは1966年11月10日にアメリカ合衆国バージニア州フォールズチャーチで生まれた。
1985年にミネソタ州セント・ルイス・パークにあるベニルド＝セント・マーガレット高校を卒業した。1989年にセント・ジョンズ大学から物理学を主専攻として理学士号を授与され、1999年にはスタンフォード大学から応用物理学の修士号（理学）を授与された。

## 軍歴
ヴァンデハイは1989年に予備役将校訓練課程と通じてアメリカ陸軍に任官され、工兵としてイラクでプロバイド・コンフォート作戦に派遣された。1999年に修士号を得てからは、ウェストポイントの陸軍士官学校で物理学のアシスタント・プロフェッサーとなった。2003年、ピーターソン空軍基地の陸軍第一宇宙大隊の一員となった。ヴァンデハイはイラク戦争で再びイラクに派遣された。2016年10月に大佐の階級で退役した。

## NASAでのキャリア
ヴァンデハイは2006年からジョンソン宇宙センターに配備された陸軍部隊の一部として勤務を開始した。国際宇宙ステーションへの宇宙空間にいる宇宙飛行士とのコミュニケーションに責任を持つ運用管制官である連絡士官として勤務した。2009年6月、NASA宇宙飛行士グループ20のメンバーに選別され、2011年6月に宇宙飛行士候補者の訓練を完了した。
2014年6月10日、NASAはヴァンデハイが宇宙飛行士として、2014年7月21日から9日間にわたる第18回NASA極限環境ミッション運用NEEMO18のあいだ海底研究室アクエリアスに参加すると発表した。

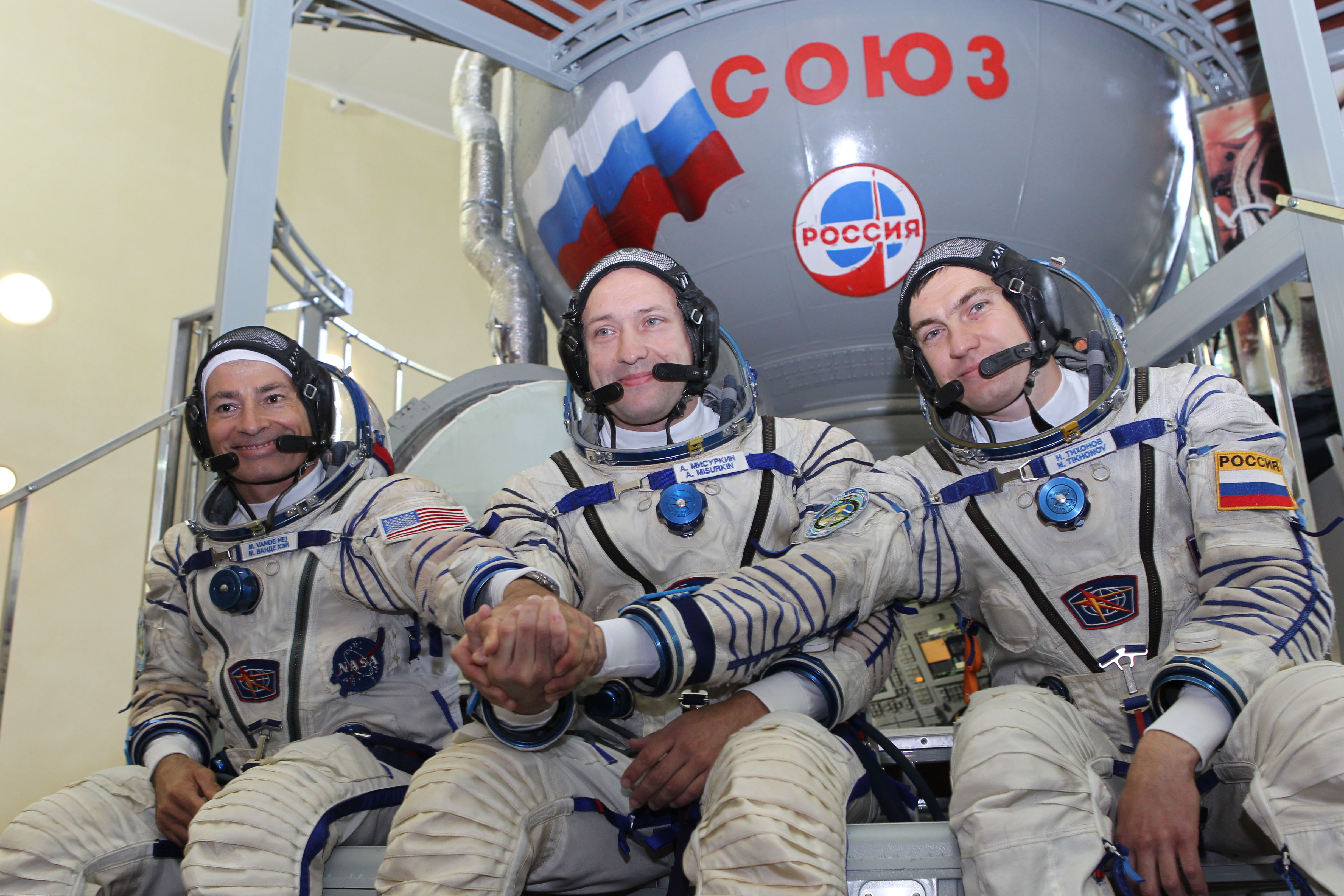
ソユーズMS-02のバックアップクルーのヴァンデハイ、アレクサンダー・ミシュルキンおよびニコライ・チーホノフ、スターシティ (ロシア)

2015年5月、ソユーズMS-04に搭乗して2017年3月に打ち上げが予定されていた第51次/52次長期滞在に割り当てられたことが発表された。ヴァンデハイは2016年11月に2017年にソユーズMS-06で打ち上げられるISS第53/54次長期滞在に割り当てが変更された。

### 第53/54次長期滞在
ヴァンデハイは第53/54次長期滞在の一員として、2017年9月12日にソユーズMS-06で宇宙へと打ち上げられた。打ち上げ後、乗組員は迅速ランデブーを行い、約6時間後にISSに自動的にドッキングした。
2017年10月5日、ヴァンデハイは自身初めての宇宙遊泳をランドルフ・ブレスニクとともに行った。この宇宙遊泳ではカナダアーム2のラッチングエンドエフェクターA（LEE-A）が交換された。船外活動時間は6時間55分だった。2017年10月10日、両名は2回目の船外活動を行った。6時間26分かけて新しく設置されたエフェクターの潤滑とカメラの交換が行われた。
この長期滞在は2018年2月27日午後9:31（EST）に終了し、ヴァンデハイ、ブレスニクおよび3人目の乗組員であるジョセフ・アカバは無事に地球に帰還した。

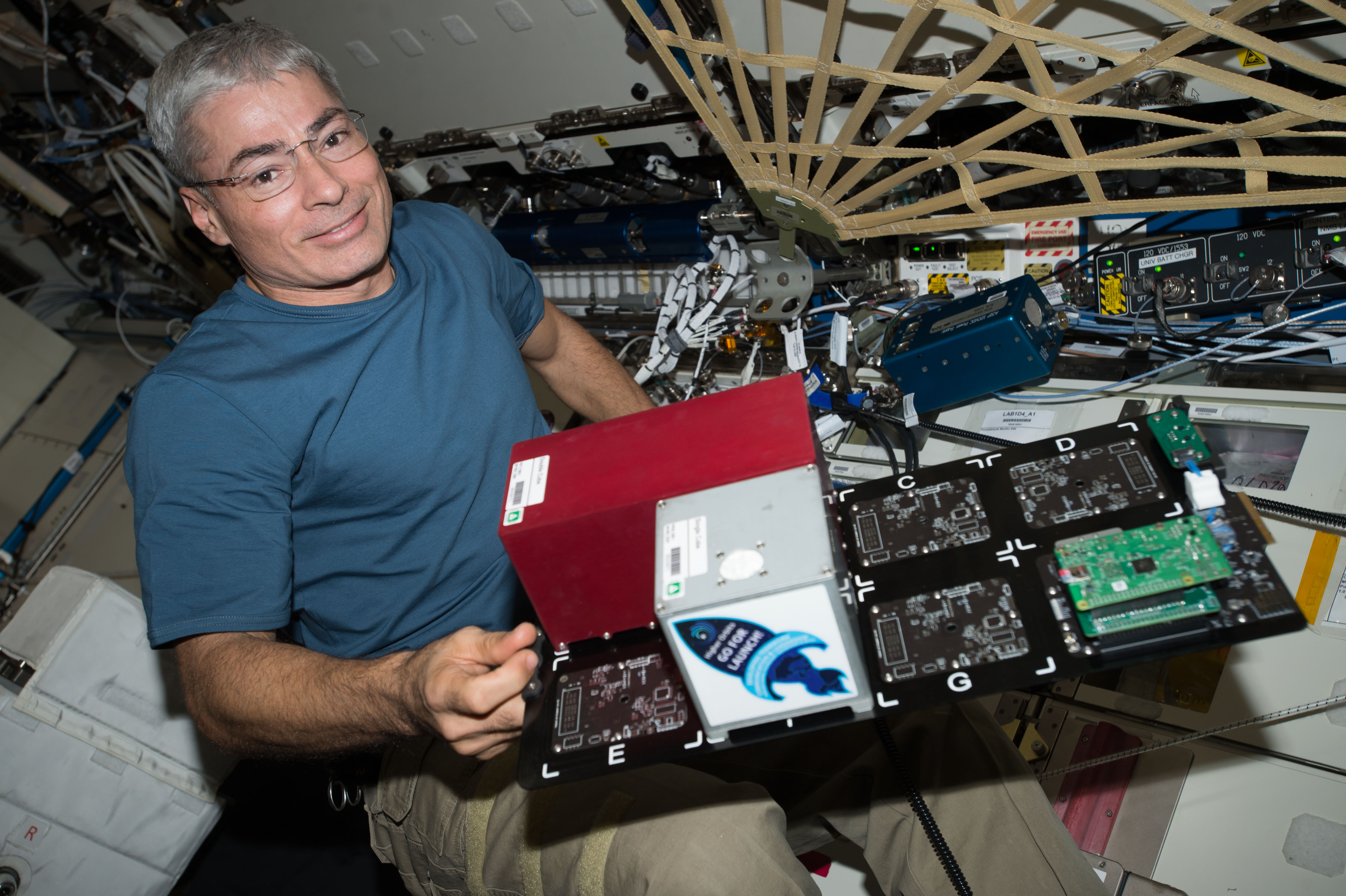
ISSに搭載されたデスティニー実験室のヴァンデハイ
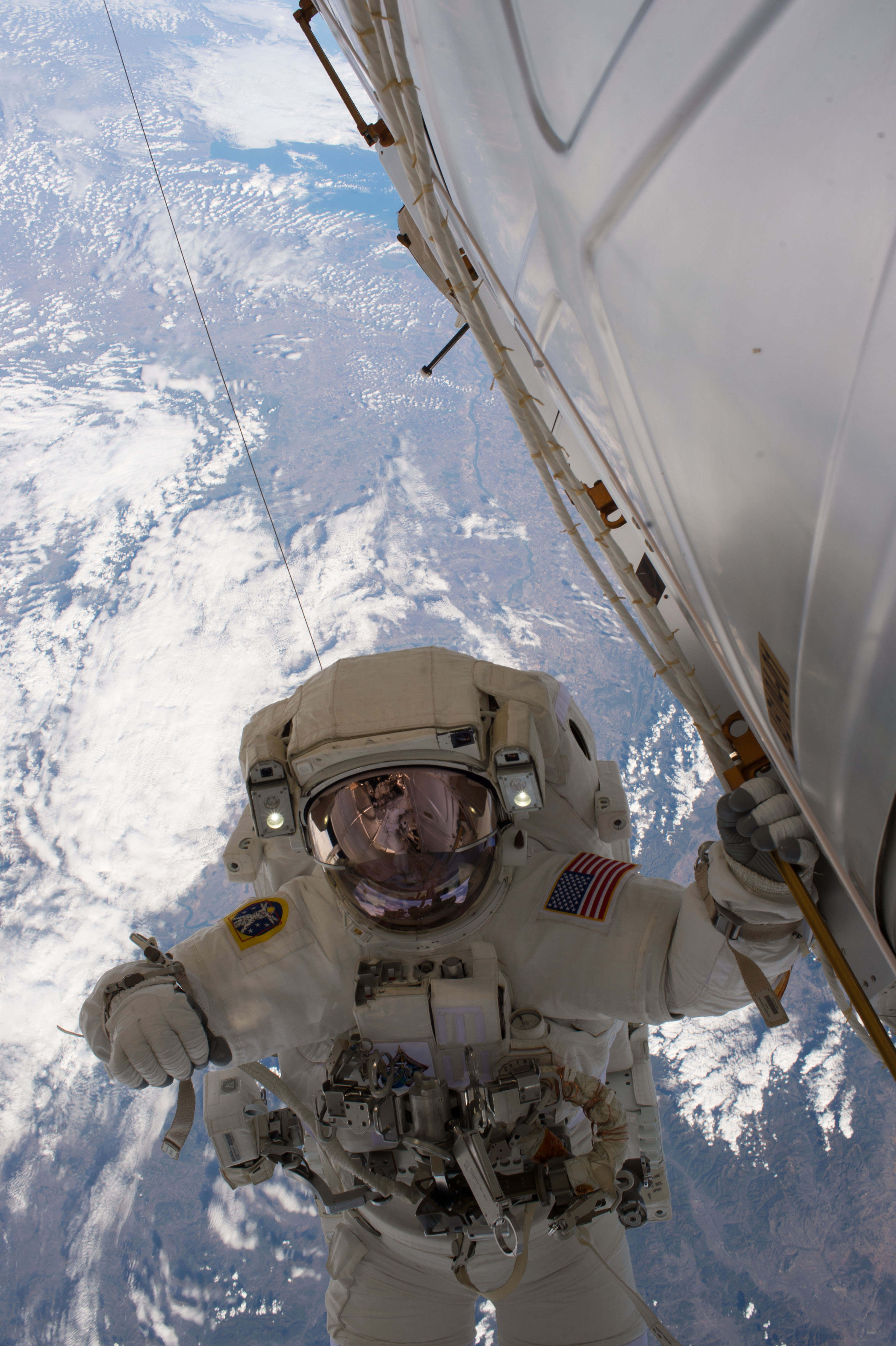
2017年に船外活動中のヴァンデハイ

### 第64/65/66次長期滞在

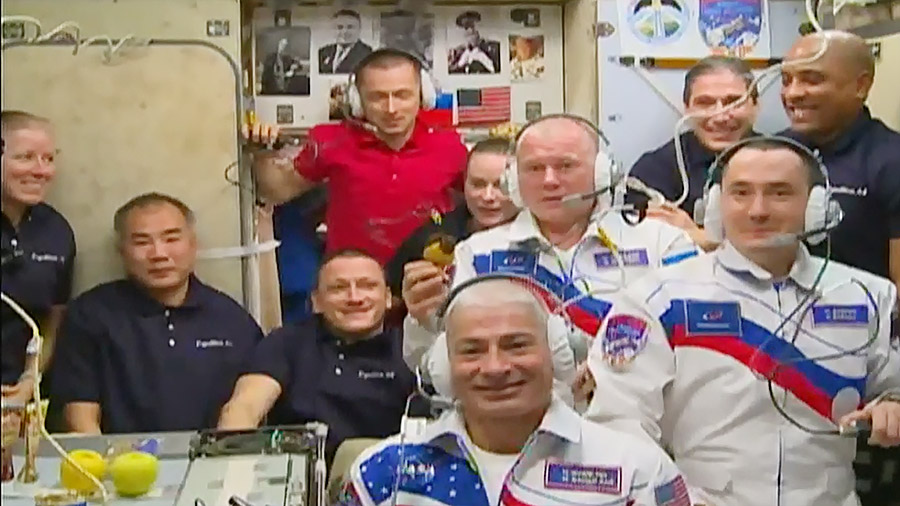
第64次長期滞在中に到着したマーク

2021年3月にヴァンデハイがフライトエンジニアとしてソユーズMS-18に搭乗して2回目の宇宙飛行を行い、ISS第64/65次長期滞在の一員となることが確認された。2021年4月9日、ヴァンデハイはロスコスモスの宇宙飛行士オレッグ・ノヴィツキーおよびピョートル・ドゥブロフとともにソユーズMS-18に搭乗し、米国東部標準時午前3:42に成功裡に打ち上げられた。

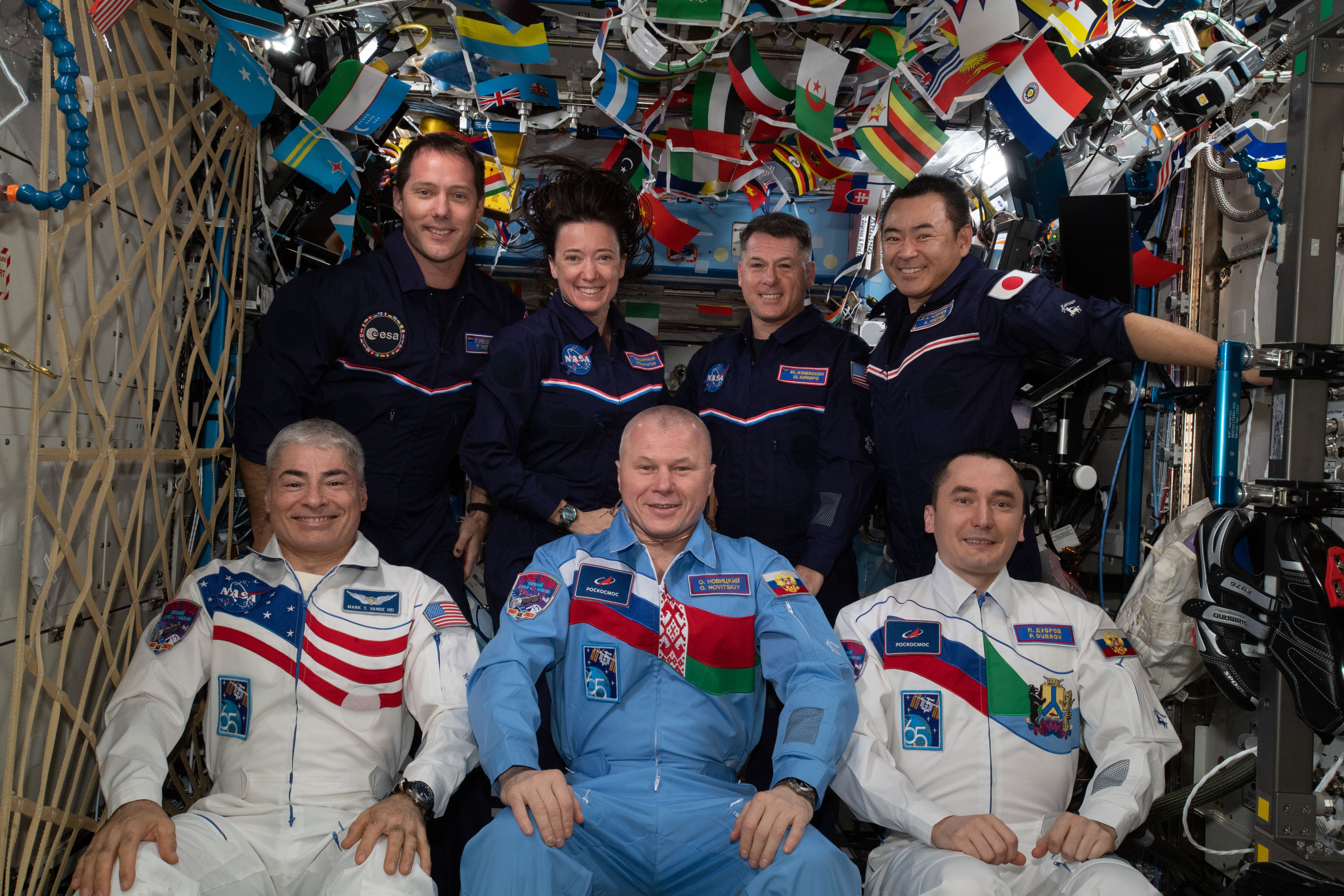
第65次長期滞在中にスペース・オリンピックをプレイするマーク

2021年9月14日、ヴァンデハイおよびピョートル・ドゥブロフの両名の6ヶ月のステーション滞在がさらに6ヶ月延長されることが発表された。これはヴァンデハイが353日間という記録でアメリカ人宇宙飛行士による最長宇宙飛行記録を破ることを意味した。2022年1月6日、ヴァンデハイとドゥブロフはISSで273日を過ごし、272日間搭乗したアンドリュー・R・モーガンの記録を凌駕した。地球への期間の直前にヴァンデハイは宇宙で340日を過ごし、スコット・ケリーの記録を破りアメリカ人による最長宇宙飛行記録保持者となった。

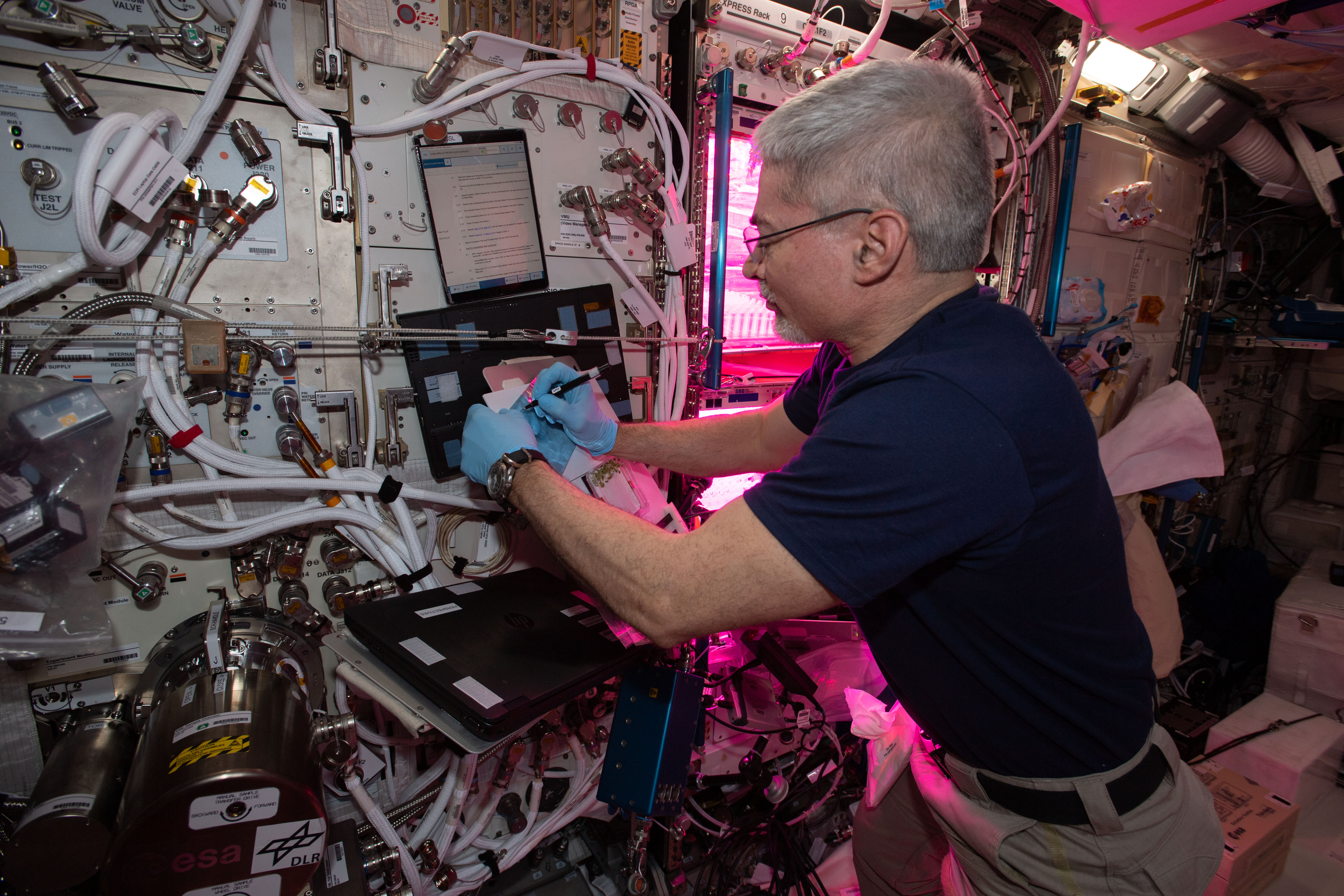
第66次長期滞在中にペトリ皿で成長した植物を収穫するマーク・ヴァンデハイ飛行士

ヴァンデハイは宇宙空間で355日を過ごし、人間の長期間の宇宙飛行の影響を観察する任務を果たした後に2022年3月30日にソユーズMS-19で地球に帰還した

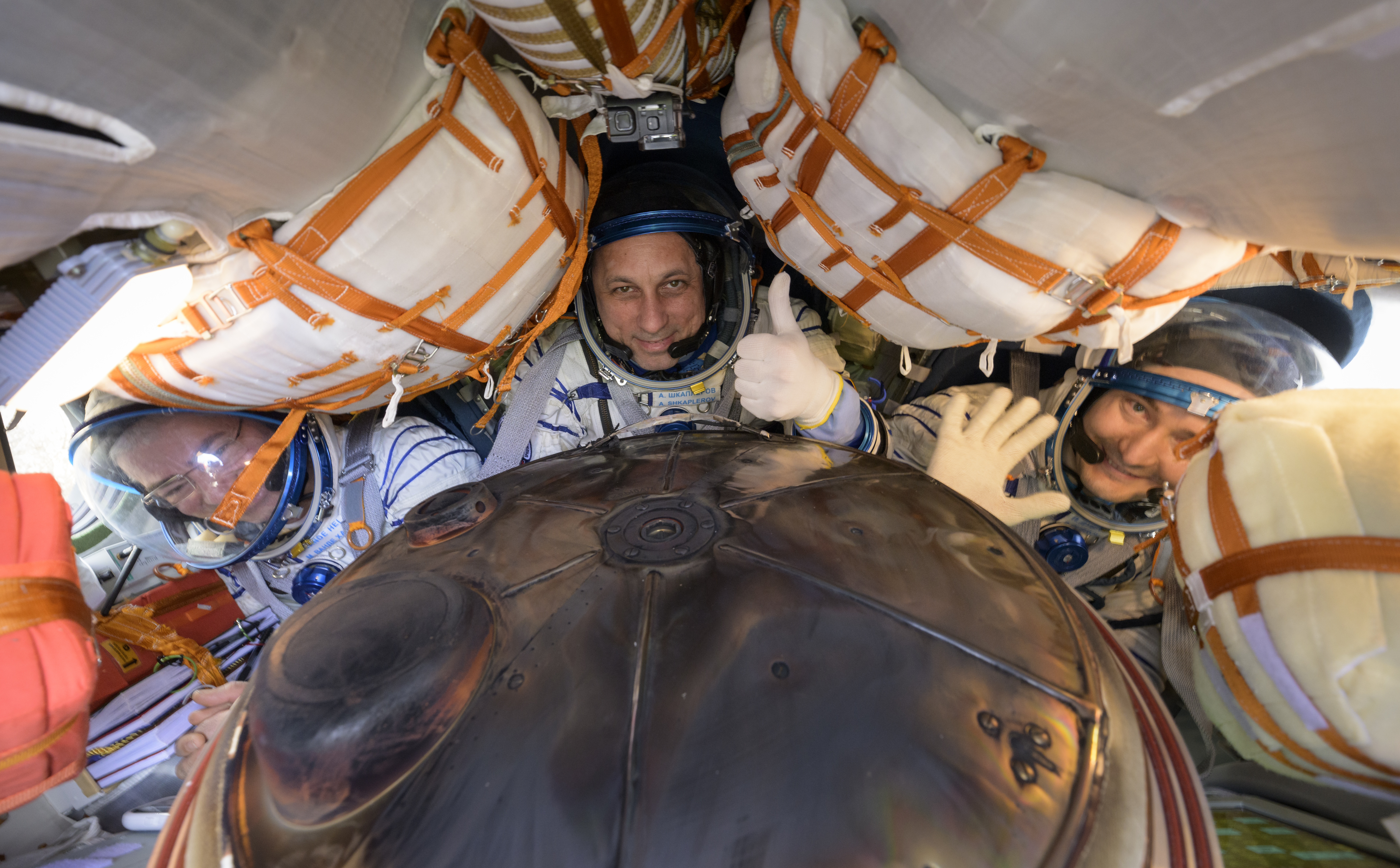
ソユーズMS-19が着陸した際のマーク

。

#### 2022年のロシアの撤退による脅威
2022年3月10日、ドミトリー・ロゴージンはロシアのウクライナ侵攻後にロシアに課せられたハイテク製品の輸入に関してのアメリカの制裁に対する報復として、ISSのヴァンデハイを放棄すると脅迫する動画をソーシャルメディアに投稿した。ヴァンデハイは3月30日に予定通りに着陸した。

## 私生活
ヴァンデハイはヴァージニア州で生まれ、ニュージャージー州とミネソタ州で育った。ジュリー・ヴァンデハイと結婚し、2人の子供をもうけた。

## 映画出演
2021年5月14日、省庁間委員会は2021年から2023年にかけてのISSのメインおよび代替乗組員の人選を了承した。アントン・シュカプレロフ（船長）および映画 The Challenge（（ロシア語: Вызов, tr. Vyzov） の2人のクルー（女優のユリア・ペレシルドおよび映画監督のクリム・シペンコ）がソユーズMS-19に搭乗してISSに向かった。この映画はロスコスモス、チャンネル1およびイエロー、ブラック・アンド・ホワイトスタジオの合弁事業である 。
映画監督と女優は2021年10月17日にオレッグ・ノヴィツキー船長とともにソユーズMS-18で地球に帰還した。ピョートル・ドゥブロフおよびマーク・ヴァンデハイ両飛行士は2022年3月30日に、ソユーズMS-18でISSに到着したシュカプレロフトと主にソユーズMS-19で地球に帰還した。

### ISSでの映画撮影
クリム・シペンコは監督、オペレーター、美術監督およびメイクアップアーティストとしてISSで35分から40分の映画撮影を行った。オレッグ・ノヴィツキーおよびピョートル・ドゥブロフも映画に登場する予定であり、ドゥブロフおよびヴァンデハイも制作を援助した。